# Emiliano Aguirre
Pour les articles homonymes, voir Aguirre.
Emiliano Aguirre Enríquez, né le 25 octobre 1925 à Ferrol et mort le 11 octobre 2021 à Burgos, est un paléontologue espagnol. Il est le premier directeur des recherches sur le site préhistorique de la Sierra d'Atapuerca, de 1978 jusqu'à sa retraite en 1990.
Il est membre de l'Académie royale des sciences exactes, physiques et naturelles depuis 1998 et nommé docteur honoris causa de l'Université de Burgos en 2007.